# Château de Proh
Le château de Proh est un château situé dans la localité du même nom dans la commune de Briona, sur le bord des premières pentes des collines de la province de Novare. Il a été construit à la demande de Francesco Sforza au milieu du XVe siècle, probablement sans finalités militaires du fait de la courte distance avec les châteaux stratégiques de Briona, Barengo et Castellazzo Novarese.

## Histoire
Au début du XIIe siècle, Conrad III de Hohenstaufen, avait accordé le fief aux comtes de Biandrate qui y ont construit le « Castellaccio ». Il a été détruit en 1362 pendant la guerre entre le marquis de Montferrat et Galéas II Visconti.
Tout comme le proche château de Briona, au milieu du XVe siècle, il passe en fief aux Tornielli en suivant le même sort. En 1495, il est occupé par l'armée de Ludovic Sforza.
En 1597, il passa aux Caccia jusqu'en 1672 où il est acheté par les frères Cattaneo de Novare. Au XIXe siècle, il est transformé en une famille agricole de la famille Fantoni puis, à la fin du siècle, vendu au comte Lucini. Au XXe siècle, il est d'abord acheté par la famille Varelli et finalement transmis aux propriétaires actuels, les Marelli de Milan.
Le château a connu plusieurs siècles d'aménagements. Il présente un plan rectangulaire asymétrique avec deux tours rondes au nord-est et sud-ouest. Par le passé, il était entouré d'un fossé, aujourd'hui disparu, et possédait deux entrées équipées de pont-levis, une poterne sur le côté est et une porte cochère à l'ouest. Tout le bâtiment des mâchicoulis en dents de scie a une hauteur uniforme, à l'exception de la section entre la tour d'entrée et le début du premier bâtiment sur le côté est.
Comme l'indique la plaque à l'entrée du château, alors en ruines, a été restauré en 1960, en respectant les formes originales ainsi que la plus haute tour du côté de l'entrée.
Certaines des fresques qui ornaient le bâtiment n'ont pas survécu sauf un triptyque défraîchi sur le mur est de la cour, représentant la Vierge et l'Enfant avec les Saints, et le blason des Cattaneo sur la tour sud-ouest.

## Source de la traduction
- (it) Cet article est partiellement ou en totalité issu de l’article de Wikipédia en italien intitulé « Castello di Proh » (voir la liste des auteurs).